# Dienstwoning

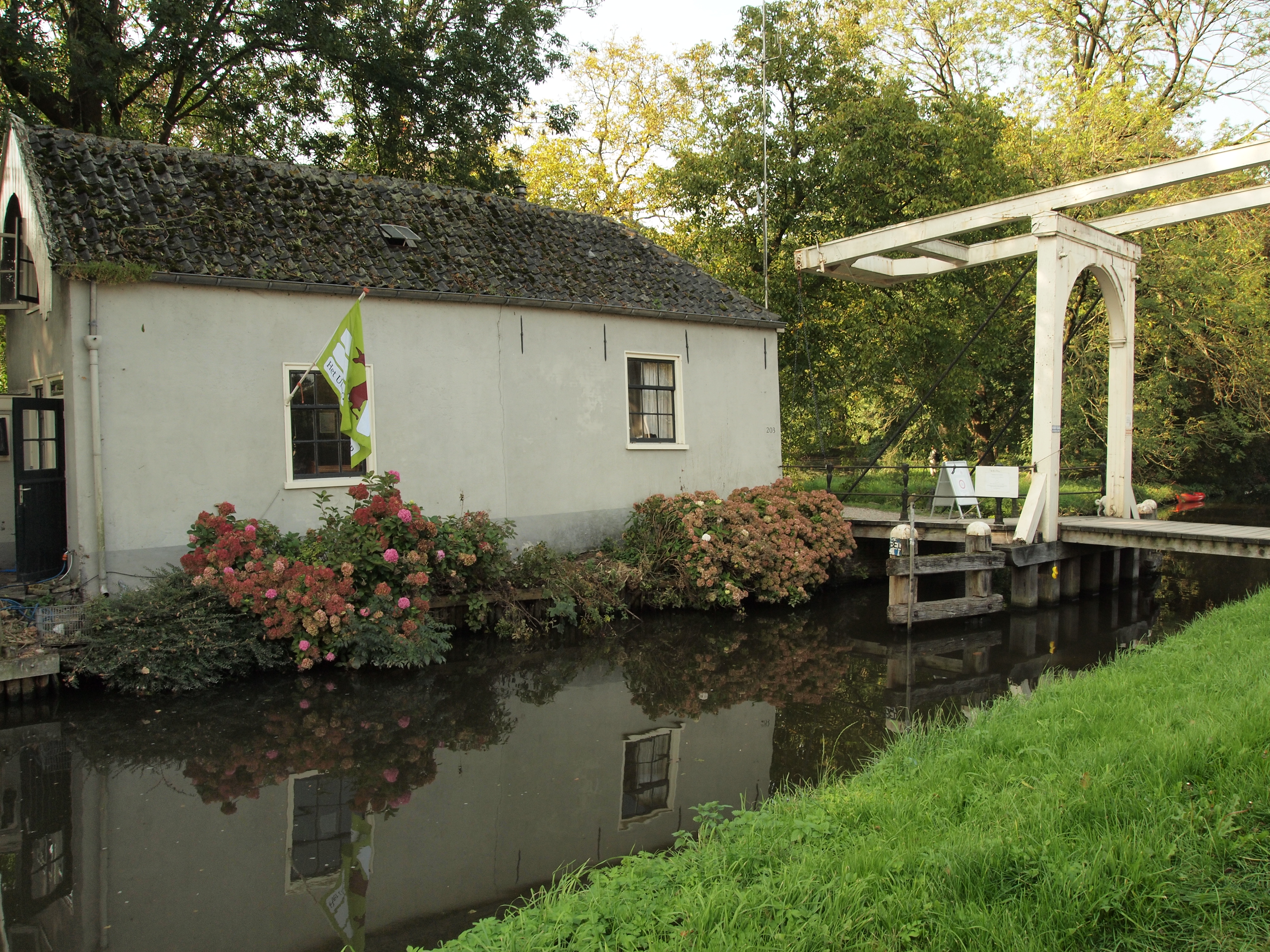
Brugwachterswoning in Loenersloot

Een dienstwoning is een woning die verbonden is aan een bepaalde  functie. In tegenstelling tot een ambtswoning hoeft een dienstwoning niet representatief te zijn, maar de woning is doorgaans wel dicht bij de werkplek gelegen. Dit laatste is vooral van belang wanneer de bewoner vrijwel continu oproepbaar is.
Dienstwoningen vond en vindt men bijvoorbeeld bij bruggen en sluizen (voor de brug- of sluiswachter), bij bewaakte overwegen (baanwachtershuis), bij fabrieken, bij boerderijen, bij scholen (voor de conciërge) en bij een landhuis of kasteel.
De dienstwoning van een geestelijke (dominee of pastoor) heet pastorie.
In het Nederlandse huurrecht neemt de dienstwoning een bijzondere plaats in omdat de bewoner zijn gebruiksrecht verliest zodra de functie waar de woning bij hoort, wordt beëindigd. De bewoner heeft in dat geval geen recht op huurbescherming. Het moet dan wel een 'echte' dienstwoning betreffen, dat wil zeggen, er moet een duidelijk verband zijn tussen de woning en de werkzaamheden.